# NGC 5369
NGC 5369 (również PGC 49583) – galaktyka eliptyczna (E), znajdująca się w gwiazdozbiorze Panny. Odkrył ją William Herschel 5 marca 1785 roku.